# Unryū
El Unryū (雲龍?) fue un portaaviones líder de la clase homónima. Sirvió en la Armada Imperial Japonesa a finales de la Segunda Guerra Mundial, sin ver ninguna acción destacable antes de ser hundido.

## Historial

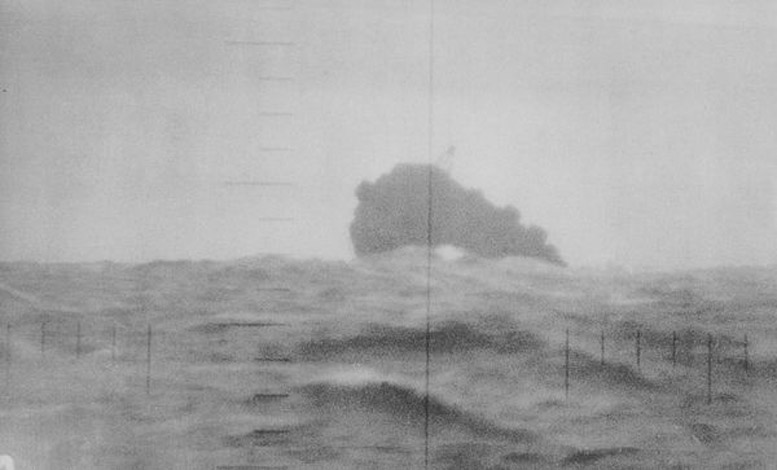
Foto tomada desde el periscopio del USS Redfish en los momentos finales de Unryū

Debido a la escasez de combustible y pilotos cualificados, el portaaviones no llegó a contar con un grupo aéreo propio, siendo empleado como transporte, desplazándose entre puertos japoneses. En su primer y último viaje oceánico transportaba 30 aviones-cohete suicida Yokosuka MXY-7 desde Hiroshima a Manila, siendo escoltado por los destructores Shigure, Hinoki, y Momi.
El 19 de diciembre de 1944 fue torpedeado y hundido por el submarino estadounidense USS Redfish, que le lanzó seis torpedos, de los cuales uno impactó, dejando al portaaviones inmóvil en el agua, levemente escorado y sin ningún tipo de energía. Cuando ya la tripulación del Unryū con base en ingentes esfuerzos lograba restablecer la propulsión 15 minutos después,  un segundo torpedo de una salva de cuatro le alcanzó nuevamente, provocando explosiones e incendios fuera de control y aumentando peligrosamente la escora de la nave.
Tras la inundación de las calderas y con una escora de 30 grados, se dio la orden de abandonar la nave, que rápidamente zozobró en la posición 29°59′N 124°03′E / 29.983, 124.050, pudiéndose rescatar tan sólo 146 supervivientes por el destructor Shigure, su capitán  Kaname  y casi toda su oficialidad,se hundieron deliberadamente con su nave.
El Unryū fue el último portaaviones japonés en ser hundido en mar abierto durante la Segunda Guerra Mundial.